# YCo5p
YCo5p är en dieseldriven boggirälsbuss i Y6-generationen tillverkad av Hilding Carlssons Mekaniska Verkstad i Umeå för smalspårstrafik. Efter avskaffandet av tredje klass littererades vagnarna om till YBo5p. Vid litterareformen 1970 fick vagnarna littera YP.

## Historia
YBo5p, som rälsbussarna benämndes fram till litterareformen 1970 då de blev YP, kom att trafikera stora delar av Sveriges smalspåriga trefotsbanor (spårvidd 891 mm) och vissa fordon byggdes även om till spårvidden 1 067 mm med den nya typbeteckningen YBo5t, senare Y5T.
Det tillverkades även en specialvariant med enbart godsutrymme i fyra exemplar, YFo5p.
Från början tilläts multipelkoppling av upp till tio vagnar men på grund av problem med spänningsfall i multipelledningarna så manöverströmmen inte alltid kom fram till de sista vagnarna begränsades antalet tillåtna fordon i multipel senare till åtta. Man kunde även multipelkoppla med YBo4p med tillhörande släpvagnar.
Färgsättningen var på de första vagnarna i cremegult och grönt men detta ändrades ganska snart till orange och gult
Trafiken på 891 mm-banorna upphörde i olika etapper i slutet av 1960-talet och de första åren av 1970-talet och efter ett antal nedläggningar av trefotsbanor återstod 1970 bara tre järnvägar som trafikerades av YP som typen nu kallades: Västgötabanan, Roslagsbanan samt Växjö-Västervik.
Persontrafiken på Västgötabanan nedlades 1970 och 1972 överfördes de YP som var stationerade på Roslagsbanan till AB Storstockholms Lokaltrafik i samband med landstingets övertagande av de kvarvarande resterna av det uppländska smalspårsnätet med persontrafik. SL upphörde med YP under 1980-talet och den ordinarie persontrafiken Växjö-Västervik nedlades 1984 och därefter har rälsbussarna inte använts i reguljär trafik med undantag av den stundom någorlunda reguljära trafiken Växjö-Västervik som bedrevs av privata Växjö-Hultsfred-Västerviks Järnvägsaktiebolag (VHVJ) från 1987 och till december 1992, bland annat skoltågstrafik på sträckan Växjö - Braås.

## Varianter
Rälsbussarna av typ YP tillverkades i ett antal olika varianter, i samtliga vid Hilding Carlssons Mekaniska Verkstad.
| Littera | Beskrivning                       | Nummerserie                                | Byggt antal |
| ------- | --------------------------------- | ------------------------------------------ | ----------- |
| YBo5p   | Motorvagn, andra klass            | 788-811, 873-901, 906-924                  | 72          |
| YFo5p   | Motorvagn, gods                   | 902-905                                    | 4           |
| UFo1p   | Släpvagn, gods                    | 1812-1813, 1912-1914, 2131-2132            | 7           |
| UBo3yp  | Manövervagn, andra klass          | 2133-2139                                  | 7           |
| UBFo3yp | Manövervagn, andra klass och gods | 1791-1811, 1903-1911, 2107-2115, 2120-2124 | 44          |
| UBFo4yp | Manövervagn, andra klass och gods | 2125-2130                                  | 6           |
| UDFo13p | Släpvagn, gods och post           | 1814-1818, 2116-2119                       | 9           |

## Nutid
Ett antal YBo5p med tillhörande släpvagnar finns fortfarande bevarade på museibanor runt om i landet och används i trafik. Även YFo5p 904 finns bevarad av museiföreningen Upsala–Lenna Jernväg.
UBFo3yp 1791, den första levererade släpvagnen, har återfått färgsättningen i cremegult och grönt som vagnen hade vid leveransen 1952.

### YBo5p på Gotland
YBo5p användes aldrig i den reguljära trafiken SJ körde på Gotland fram till 1960. I modern tid har däremot YBo5p 900 varit i trafik på ön. Den var utlånad från Tjustbygdens Järnvägsförening till Gotlands Hesselby Järnväg i samband med att deras bana förlängdes mellan Tule och Roma under perioden december 2014 till juni 2015.